# 久保千春
久保 千春（くぼ ちはる、男性、1948年3月9日 - ）は、日本の内科医（心療内科学）、心身医学者。医学博士。第23代九州大学総長。日本心療内科学会理事長。

## 経歴・人物
鹿児島県出身。鹿児島市立鹿児島玉龍高等学校卒業後、1966年に九州大学医学部へ入学。中村哲とは大学で同級。中村がアフガニスタンで凶弾に倒れた際には弔辞を読んだ。
鹿児島玉龍高等学校3年の時に慢性腎炎を患い、2ヶ月半の療養生活を送る。それがきっかけで腎臓病の解明と治療法の研究をするべく医師を志した。腎炎自体は大学入学後の食事療法と運動制限などの効果もあって、大学3年次には症状は好転したという。
大学5年次の臨床講義で池見酉次郎（九州大学精神身体医学研究施設教授）の心身医学講義を受講したことにより、心療内科医を志望することを決める。当時の心療内科は医学的認知度が低い時代であったため、心療内科医師を志望することに対して周りからいぶしがられたという。
九州大学卒業後に心療内科の医局へ入り心療内科・内科の2年間の研修の後、1975年より九州大学医学部細菌学教室で、免疫の研究に取り組む。1982年11月から1984年11月までアメリカ合衆国へ渡り、オクラホマ医学研究財団研究所に2年間留学し、ロバート・グッドの指導の下で栄養と免疫・老化に関する研究を行った。
1984年の帰国後、国立療養所南福岡病院内科医長に就任、1988年に大学へ戻って心療内科医師となり、気管支喘息、アトピー性皮膚炎、過敏性腸症候群、摂食障害、緊張型頭痛、不安症やうつ病などストレス関連疾患の診療や研究を続ける。1993年に九州大学医学部心身医学教授となる。
2008年4月に九州大学病院院長に就任。2014年3月まで6年間病院長を務め、院長勇退と共に九州大学を退官。
2014年7月に九州大学総長（学長）候補選考会議にて、有川節夫の後任となる第23代総長に選出される。同年10月1日付にて九州大学総長に就任し、6年間の任期を務めて2020年9月退任。2016年日本心療内科学会理事長。2019年九州市民大学学長。2020年10月より中村学園大学学長に就任し、現在に至る。

## 著書
- 『心身症』（2013年、最新医学社）
- 『心身相関医学の最新知識』（2012年、日本評論社）
- 『心身医学標準テキスト第3版』（2009年、医学書院）
- 『心身症診断・治療ガイドライン2006』（2006年、協和企画）
- 『心因性難聴』（2005年、中山書店）
- 『皮膚心療内科』（2004年、診断と治療社）
- 『現代心療内科学』（2003年、永井書店）
- 『心身医療実践マニュアル』（2003年、文光堂）
- 『生活習慣病の予防・治療に役立つ心身医学』（2001年、ライフ・サイエンス）
- 『漢方の考え方と使い方』（1997年、光原社）
- 『自律神経失調症』（1996年、保健同人社）